# Friedrich Wilhelm Felix von Schwerin
Friedrich Wilhelm Felix von Schwerin (* 6. Mai 1740 in Potsdam; † 12. Mai 1809 ebenda) war ein preußischer Generalmajor, Kommandeur des Garderegiments (15b) sowie Erbherr auf Wisbuhr und Grabow.

## Leben

### Herkunft
Friedrich Wilhelm Felix war der Sohn von Felix Bogislav von Schwerin (1701–1745) und dessen Ehefrau Friederike Sophie, geborene von Bredow († 1771). Sein Vater war preußischer Oberst und fiel als Kommandeur des Garderegiments in der Schlacht bei Hohenfriedberg.

### Militärkarriere
Am 12. April 1755 kam Schwerin mit seinem nächsten älteren Bruder Bogislav Wilhelm als Zöglinge 506 und 507 auf die Ritterakademie Brandenburg, einer der Vorläufer der Kadettenanstalt Berlin. Bereits am 1. August 1756 wurde als Gefreitenkorporal im Garderegiment der Preußischen Armee angestellt. Im Siebenjährigen Krieg nahm er an den Schlachten von Kolin, Leuthen und Torgau ferner am Lager von Brunzelwitz teil. In der Zeit wurde er am 9. Januar 1758 Fähnrich und am 24. Juli 1760 Sekondeleutnant.
Nach dem Krieg wurde Schwerin am 27. März 1768 Premierleutnant. Am 21. Oktober 1776 erhielt er die Beförderung zum Stabskapitän. Er kämpfte im Bayerischen Erbfolgekrieg und wurde danach am 5. August 1779 Kapitän und Kompaniechef. Am 22. März 1786 wurde er Major. Während der Revue vom 5. Dezember 1786 erhielt er den Orden Pour le Mérite für seine Leistungen während der Schlacht bei Leuthen. Oberstleutnant wurde er am 14. Januar 1793. Schwerin kämpfte noch im Ersten Koalitionskrieg und wurde am 15. Januar 1795 Oberst. Am 1. Februar wurde er, wie bereits sein Vater, zum Kommandeur des Garderegiments ernannt. Noch am 20. Mai 1800 wurde er mit Patent vom 1. Juni 1800 zum Generalmajor befördert. Aber schon am 9. August 1800 erhielt er seine Demission mit einer Pension von 1000 Talern.
Er starb unverheiratet 1809 in Potsdam.